# Самотовино
Самотовино — деревня в Сергиево-Посадском районе Московской области, в составе муниципального образования Сельское поселение Шеметовское (до 29 ноября 2006 года входила в состав Закубежского сельского округа).

## Население
| 2002 | 2006 | 2010 |
| ---- | ---- | ---- |
| 805  | ↗806 | ↘793 |

## География
Самотовино расположено примерно в 48 км (по шоссе) на северо-запад от Сергиева Посада, в пойме реки Дубны, по левому берегу, высота центра деревни над уровнем моря — 134 м.
Деревня связана автобусным сообщением с райцентром и соседними населёнными пунктами, действуют средняя общеобразовательная школа, детский сад № 53 «Сказка», сельхозпредриятие ЗАО «Самотовино».